# Gino van Kessel
Gino Ronald van Kessel, né le 9 mars 1993, à Alkmaar (Pays-Bas) est un footballeur international curacien, jouant au poste d'attaquant.

## Biographie

### Parcours en club
Formé chez les jeunes de l'Ajax Amsterdam, van Kessel se fait un nom en Slovaquie, à l'AS Trenčín, club où il est prêté en 2014 et où il remporte le championnat 2014-2015. Après un bref passage en France (AC Arles-Avignon), il revient à l'AS Trenčín où il obtient la consécration en étant sacré à nouveau champion lors de la saison 2015-2016 tout en remportant le titre de meilleur buteur (dix-sept buts et huit passes décisives),. Ces bonnes prestations lui ouvrent les portes du Slavia Prague où il signe en juillet 2016 un contrat jusqu'au 30 juin 2019. Après de bons débuts où il inscrit un but en Ligue Europa dès sa première rencontre, il peine à s'imposer et obtient un prêt au Lechia Gdańsk en première division polonaise le 4 février 2017. Même s'il ne s'impose pas en Pologne, Gino van Kessel obtient un nouveau prêt, cette fois-ci en Angleterre au sein de la formation du Oxford United, évoluant en League One. Ses débuts en troisième division sont remarqués puisqu'il inscrit un but seulement trois minutes après son entrée en jeu et permet à son équipe de prendre le large 2-0 contre Portsmouth (victoire 3-0).

### Parcours en sélection
Convoqué pour la première fois en équipe de Curaçao par Patrick Kluivert, le 10 juin 2015, face à Cuba, à l'occasion des matchs de qualifications de la Coupe du monde 2018, Gino van Kessel se distingue lors des éliminatoires de la Coupe caribéenne des nations 2017 en marquant sept buts en quatre matchs consécutifs. Il compte dix-huit sélections pour sept buts inscrits en équipe nationale.

#### Buts en sélection
|   | Date           | Lieu                                             | Adversaire                  | Score | Résultat | Compétition |
| - | -------------- | ------------------------------------------------ | --------------------------- | ----- | -------- | ----------- |
| 1 | 26 mars 2016   | Ergilio Hato Stadion, Willemstad (Curaçao)       | République dominicaine      | 1-0   | 2-1      | QCAR 2017   |
| 2 | 1er juin 2016  | Providence National Stadium, Providence (Guyana) | Guyana                      | 1-2   | 2-5      | QCAR 2017   |
| 3 | 1er juin 2016  | Providence National Stadium, Providence (Guyana) | Guyana                      | 1-4   | 2-5      | QCAR 2017   |
| 4 | 7 juin 2016    | Ergilio Hato Stadion, Willemstad (Curaçao)       | Îles Vierges des États-Unis | 1-0   | 7-0      | QCAR 2017   |
| 5 | 7 juin 2016    | Ergilio Hato Stadion, Willemstad (Curaçao)       | Îles Vierges des États-Unis | 3-0   | 7-0      | QCAR 2017   |
| 6 | 7 juin 2016    | Ergilio Hato Stadion, Willemstad (Curaçao)       | Îles Vierges des États-Unis | 5-0   | 7-0      | QCAR 2017   |
| 7 | 5 octobre 2016 | Ergilio Hato Stadion, Willemstad (Curaçao)       | Antigua-et-Barbuda          | 3-0   | 3-0      | QCAR 2017   |
| 8 | 23 mars 2018   | Ergilio Hato Stadion, Willemstad (Curaçao)       | Bolivie                     | 1-0   | 1-1      | Amical      |

## Palmarès

### En club
Il est champion de Slovaquie avec l'AS Trenčín en 2015 et 2016. Il remporte également la Coupe de Slovaquie en 2015 et 2016.
En 2017, il remporte le championnat de Tchéquie avec le SK Slavia Prague.

### En équipe nationale
Curaçao
- Vainqueur de la Coupe caribéenne des nations en 2017.

### Distinctions individuelles
Il est sacré meilleur buteur du championnat de Slovaquie avec l'AS Trenčín en 2015-2016 avec 17 buts marqués.